# Trick-Trick
Christian Mathis (Detroit, 28 juni 1973) is een Amerikaans rapper die vooral bekend is om de track "Welcome 2 Detroit" die hij samen met rapper Eminem maakte. Ook is hij lid van de Goon Sqwad. Hij heeft onder andere met D12-lid Proof samengewerkt en ook heeft hij samengewerkt met Obie Trice.

## Goon Sqwad
Hij groeide op in Detroit, de op New York en LA na grootste 'rapstad' van Amerika. Daar kwam hij in aanraking met drugs en criminaliteit. Hij besloot zijn leven ietwat te beteren en hij richtte de Goon Sqwad op. In 1996 bracht de groep hun eerste album From Death uit.

## Solo
In 2005 bracht hij samen met Eminem de single "Welcome 2 Detroit" uit. Deze track werd razend populair in heel Amerika en kwam op nummer 100 in de Amerikaanse hitlijsten. Het nummer stond op het album The People vs.
In 2008 bracht hij het album The Villain uit.

## Discografie

### Albums
- 2005 - The People vs.
- 2008 - The Villain

### Singles
- 2003 - "It's going down"
- 2005 - "Welcome 2 Detroit"
- 2008 - "Let's Work"
- 2008 - "Let It Fly"
- 2008 - "Who Want It"

- Gemeinsame Normdatei: 135443997
- International Standard Name Identifier: 0000 0000 4918 2985
- Library of Congress Control Number: nr2004036013
- MusicBrainz: 9c7fa325-d654-46e7-a122-076aa5dd0a51
- Virtual International Authority File: 44252830
- WorldCat: E39PBJjdkFdPVGXmpKcPqFhmBP